# Стара, стара казка
«Стара, стара казка» (рос. «Старая, старая сказка») — радянський художній музичний фільм, поставлений на Ленінградській ордена Леніна кіностудії «Ленфільм» у 1968 році режисером Надією Кошеверовою за мотивами казок Ганса Християна Андерсена «Кресало», «Свинопас», «Дурень Ганс». Кінодебют актриси Марини Нейолової.

## Сюжет
Бідний лялькар показує виставу в трактирі, щоб оплатити кухоль пива й обід. Вранці він збирається втекти разом з дочкою трактирника. Вночі ляльки оживають та просять свого ляльковода не кидати їх. Але лялькар хоче завести сім'ю та знайти нормальну професію. Тоді ляльки розігрують казку.
Солдат іде по дорозі, куди очі світять, і зустрічається зі злою чаклункою, яка пропонує спуститися в чарівний колодязь, набрати золотих монет стільки, скільки він понесе, а потім розділити здобич навпіл. Чаклунка намагається обдурити солдата, але він не дає себе обманути. Солдат відрубує чаклунці голову та звільняє від злих чар доброго чарівника, який готовий виконати будь-яке бажання. Достатньо вдарити кременем по кресалу.
До пори до часу солдат забуває про кресало. Перед ним лежить шлях у королівство, до принцеси, яка й не думає виходити заміж.

## У ролях
- Даль Олег Іванович — Солдат і Лялькар
- Нейолова Марина Мстиславівна — Принцеса, її Совість і дочка Трактирника
- Етуш Володимир Абрамович — Король і Трактирник
- Віцин Георгій Михайлович — добрий чарівник
- Титова Віра Олексіївна — відьма (чортова бабуся)
- Перевалов Віктор Порфирович — принц-сажотрус
- Дмитрієв Ігор Борисович — східний принц
- Штіль Георгій Антонович — охоронець
- Лескін Борис Вульфович — кучер
- Королькевич Анатолій Вікентійович — швейцар
- Георгіу Георгій Олександрович — Товстий
- Лемке Лев Ісаакович — Тонкий

## В епізодах
- Абрамов Анатолій Васильович — претендент в женихи
- Костін Володимир Васильович — міщанин
- Лінд Оскар Оттович — кравець
- Орлов Олександр Олександрович — вартовий із мітлою при шлагбаумі
- Володимир Абрамов, А. Аввакумов, Н. Бельчивічин, Володимир Васильєв, Галина Воронова, Кирило Гун (у титрах вказаний як К. Гун), Михайло Дмитрієвський, Г. Домонтович, Костянтин Злобін, Сергій Кончевський, Євген М'ясищев, Л. Мартинов, А. Малигін, Ніна Пельцер, Леонард Тубелевич
- Микола Кузьмін — глядач у трактирі
- Вадим Нікітін — епізод

## Знімальна група
- Автори сценарію — Юлій Дунський, Валерій Фрід
На теми Ганса Християна Андерсена
- Постановка — Надії Кошеверової
- Головний оператор — Костянтин Рижов
- Художники — Марина Азізян, Ігор Вускович
- Композитор — Андрій Петров
- Звукорежисер — Борис Хуторянський
- Режисер — Анна Тубеншляк
- Оператор — К. Полухін
- Монтажер — Валентина Миронова
- Балетмейстер — Ігор Бєльський
- Текст пісень — О. А. Галич
- Виконання пісень (вокал) — Хіль Едуард Анатолійович
- маріонетки — Е. Деммені
- Диригент — Анатолій Бадхен
- Комбіновані зйомки:
Оператори — Олександр Зав'ялов, Георгій Сенота
Художники — Є. Владимиров, Л. Холмов
- Костюми — Марина Азізян
- Грим — А. Грибова, Л. Стамбірська
- Асистенти:
режисера — Н. Зімацька, Л. Духницька, В. Биченко
оператора — А. Котов, В. Миронов
художника — Ю. Калінін, Б. Смирнов
по костюмах — В. Могилянська
- Редактор — Олександр Безсмертний
- Директор картини — С. Голощокін

## Нагороди
- Диплом на МКФ у Венеції, Італія (1968).

## Цитати з фільму
- Може, ми розміняємося на два королівства в різних районах?
- Не важко померти за друга. Важко знайти друга, за якого варто померти…
- Соромно бути королем без грошей.